# Бадага (мова)
Бадага — мова, що належить до дравідійської сімʼї. Поширена в Індії (штати Таміл Наду і Керала). Виходять радіопередачі.

## Писемність
Мова бадага користується тамільським письмом. Раніше використовувалось письмо каннада. Також були розроблені й інші писемності для цієї мови.

### Тамільське письмо
Тамільське письмо використовується з 2009 року.
Знаки для голосних
| Незалежний знак для голосного | Залежний знак для голосного | Транслітерація |
| ----------------------------- | --------------------------- | -------------- |
| அ                             |                             | a              |
| ஆ                             | ா                            | ā              |
| இ                             | ி                            | i              |
| ஈ                             | ீ                            | ī              |
| உ                             | ு                            | u              |
| ஊ                             | ூ                            | ū              |
| எ                             | ெ                            | e              |
| ஏ                             | ே                            | ē              |
| ஐ                             | ை                            | ai             |
| ஒ                             | ொ                            | o              |
| ஓ                             | ோ                            | ō              |
| ஔ                             | ௌ                            | au             |

Знаки для приголосних
| Знак для приголосного | Транслітерація |
| --------------------- | -------------- |
| க்                     | k, g           |
| ச்                     | c              |
| ஜ்                     | j              |
| ட்                     | ṭ, ḍ           |
| ண்                     | ṇ              |
| த்                     | t, d           |
| ப்                     | p, b           |
| ம்                     | m              |
| ய்                     | y              |
| ர்                     | r, ṟ           |
| ல்                     | l              |
| வ்                     | v              |
| ள்                     | ḷ              |
| ன்                     | ṉ              |
| ஸ்                     | s              |
| ஹ்                     | h              |
| ங்                     | ṅ              |
| ஞ்                     | ñ              |
| ந்                     | n              |

Може використовуватись залежний знак нукта, який ставиться під знаками для приголосних.

### Письмо каннада
З кінця 19 століття християнські місіонери почали записувати мову бадага письмом каннада. Використовується особливий різновид знака чандрабінду, який пишеться після знака (позначає назалізацію).
| Шрифт | Зображення                   | Назва                       |
| ----- | ---------------------------- | --------------------------- |
| ಀ     | Чандрабінду для мови бадага. | чандрабінду для мови бадага |

### Інші системи письма
У 2009 році Анандхан Раджу (Anandhan Raju) створив письмо для мови бадага. Воно було розроблене на основі тамільського. 
Також у 2012 році Йоґеш Радж Кадасолей (Yogesh Raj Kadasoley) представив письмо для мови бадага, яке він розробляв протягом 40 років.